# Катастрофа Ил-76 под Керманом
Катастрофа Ил-76 под Керманом — крупная авиационная катастрофа, произошедшая в среду 19 февраля 2003 года. Авиалайнер Ил-76МД, принадлежавший Корпусу стражей Исламской революции, выполнял рейс из Захедана в Керман, когда при заходе на посадке разбился под Керманом. Погибли все находившиеся на борту 275 человек (257 пассажиров и 18 членов экипажа). 
Это крупнейшая авиакатастрофа в истории вооруженных сил Ирана, вторая по числу жертв авиакатастрофа в Иране (после катастрофы A300 над Персидским заливом). Также это крупнейшая авиакатастрофа как в истории Ил-76 (в столкновении Ил-76 и Boeing 747 над Индией на борту Ил-76 было 37 человек), так и в истории всех самолётов советской постройки, а также крупнейшая авиакатастрофа 2000-х (не считая терактов 11 сентября 2001 года).

## Катастрофа
Ил-76МД с бортовым номером 15-2280 (заводской — 0073481442, серийный — 62-01) выполнял рейс из Захедана в Керман по переброске элитных бойцов Стражей Исламской революции. Пилотировал его экипаж из 11 человек, а всего на борту находились 264 пассажира.
В Кермане был шторм, когда Ил-76 начал заходить на посадку. Около 17:30 (14:30 GMT) пилот доложил о плохой погоде и сильном ветре, после чего связь прервалась. Вскоре пропала и его отметка на радаре. По свидетельству местных жителей, в 17:45 они слышали сильный взрыв в горах. Обломки самолёта были найдены утром 20 февраля в горах Кухе-Джупар на высоте 3500 метров над уровнем моря и примерно в 330 футах (около 100 метров) ниже вершины. Все находившиеся на борту самолёта погибли.
Изначально сообщалось о 302 погибших — 18 членов экипажа и 284 пассажира. Вечером 21 февраля данные были перепроверены и власти назвали уточнённое число погибших 275, из них 264 были из 41-й бригады КСИР, а 11 являлись членами экипажа.
Ранее неизвестная оппозиционная группировка «Бригада Абу Бакра» взяла на себя ответственность за катастрофу, назвав это «нашим первым ударом по иранскому режиму, который осквернил наши священные исламские символы, меньшинства, права человека и свободу вероисповедания».

## Комментарии
1. ↑  Они, согласно NTSB, не относятся к авиакатастрофам